# Taklak-ana-szarri
Taklak-ana-szarri (akad. Taklāk-ana-šarri, tłum. „Swe zaufanie pokładam w królu”) – wysoki dostojnik w czasach panowania asyryjskiego króla Salmanasara III (858-824 p.n.e.), gubernator miasta Nemed-Isztar; z asyryjskich list i kronik eponimów wiadomo, iż w 842 r. p.n.e. sprawował on urząd limmu (eponima).